# Altair (Schiff, 1994)
Die Altaïr (M771) ist ein 1994 in Dienst gestellter Sonar-Minenräumschlepper (Bâtiment Remorqueur de Sonars, BRS) der französischen Marine.

## Bau und Technische Daten
Das Boot wurde am 7. Juni 1993 auf der Werft Socarenam in Boulogne-sur-Mer auf Kiel gelegt, als zweites von drei dort gebauten Einheiten der Antarès-Klasse. Der Stapellauf erfolgte am 15. November 1993, die Indienststellung am 9. Juli 1994. Schwesterschiffe sind die Antarès und die Aldébaran. Alle drei sind in Brest stationiert.
Bei 28,30 m Länge, 7,70 m Breite und 3,80 m Tiefgang verdrängt das in seiner Silhouette einem Fischkutter ähnelnde Boot 250 Tonnen (standard) bzw. 340 t maximal. Ein Dieselmotor des Typs 12 P15-2SR von Moteur Baudouin mit 800 PS (590 kW) und eine Schraube ermöglichen eine Geschwindigkeit von 11 Knoten. Die Reichweite beträgt 3500 Seemeilen bei 10 Knoten Marschgeschwindigkeit. Das Boot ist mit einem Bugstrahlruder von 100 PS ausgestattet. Für die Minenabwehrarbeit besitzt es zwei Minenjagd-Schleppsonare des Typs DUBM 41 B, eine Schleppwinde mit drei Trommeln (1 × 400 m und 2 × 685 m), eine Elektro-Winsch mit drei Trommeln (1 × 400 m und 2 × 350 m), zwei hydraulische Kräne des Typs Hydro Armor 4T500. Außerdem führt das Boot zwei Schlauchboote des Typs AMGC mit. Die Bewaffnung besteht aus einem 12,7-mm-Maschinengewehr, die Besatzung aus 23–27 Mann.

## Aufgaben
Das Boot ist für die Minenjagd konzipiert und kann mit seinem Sonar Minen bis auf 80 m Tiefe aufspüren oder auch ein Räumgeschirr schleppen. Wenn es nicht im Minenjagdeinsatz ist, wird es als Navigationsschulschiff genutzt.